# Casilda Manrique de Luyando y Hurtado de Mendoza
Casilda Manrique de Luyando y Hurtado de Mendoza (Orduña aprox. 1597-Madrid 26/08/1670), pertenecía a una antigua familia de la nobleza española, que ocupó el puesto de Guarda Mayor de las damas, sucesivamente de las reinas Isabel de Borbón y Mariana de Austria, esposas del rey Felipe IV, con quien tuvo un hijo ilegítimo, Carlos Fernando de Austria y Manrique (Madrid 1639 -Guadix, Granada, 31/03/1696)

## Antecedentes familiares
Perteneció a una familia llena de personajes con grandes servicios a la Corona. Su abuelo paterno fue don Ochoa de Luyando, hombre de confianza del emperador Carlos V y de Felipe II y secretario del Consejo de Indias, diseñó entre otros los planos del castillo de la Real Fuerza en Cuba para defenderlo del ataque de los piratas. 
Don Ochoa había casado con doña Casilda Hurtado de Mendoza, adscrita al poderoso clan de los Mendoza, de cuyo seno habían salido entre otros los primeros virreyes del Perú, o el accitano don Pedro de Mendoza y Luxan, Adelantado del Río de la Plata y primer fundador de Buenos Aires.
Ochoa y Casilda, fundaron un rico mayorazgo en la verde ciudad de Orduña, a orillas del río Nervión, en Vizcaya; y fueron padres entre otros de don Juan de Luyando, caballero de la orden de Santiago, que casó con doña María de Sopelana, Butrón y Manrique, nieta de Juan Manrique III marqués de Aguilar y conde de Castañeda y de Luisa Manrique (hermana del gran Cardenal Pedro Manrique, uno de cuyos hijos legitimados por el Papa y por la reina Isabel la Católica fue don Rodrigo de Mendoza, marqués del Cenete y quien encargó construir el Castillo-Palacio de la Calahorra). El lema del escudo de los Manrique o Manrique de Lara es: "Nos non venimos de reyes, que reyes vienen de nos". 
Los padres de Casilda, don Juan de Luyando y doña María de Sopelana, abuelos maternos del canónigo, tuvieron también a doña Antonia Mª de Luyando, (que casó con don Antonio de Robles Guzmán, vizconde de Santa Marta) y a doña Luisa Manrique con don Rodrigo Quijada de Almaraz.
Casilda, debió de nacer en torno a 1597, pues ya en 1611, era madre y bautizaba en la parroquia de San Miguel de Vitoria a su primer hijo Alfonso, que sería investido caballero de la orden de Alcántara en 1623, con apenas doce años. A Casilda debieron casarla a la edad temprana pero habitual en la época, de 13 años, con don Juan Ortiz de Luyando, viudo de acaudalada familia y con una hija, Mª Alfonsa (heredera de la Casa de Zárate, que había casado con Luis Bravo de Acuña, virrey de Navarra). Juan Ortiz era hijo de Ventura de Luyando y Ana Ortiz de Mendieta. Doña Ana era nada menos que hermana de los Adelantados del Río de la Plata don Juan Ortiz de Zárate Mendieta y don Lope Ortiz de Mendieta, parientes también de Juan de Garay, segundo fundador de Buenos Aires. El Adelantado Ortiz de Zárate, combatió muy joven al lado de Francisco Pizarro en el Perú e hizo gran fortuna con explotaciones ganaderas y con las minas de plata del Potosí, llegando a ser uno de los hombres más ricos de América.
Casilda tuvo otros tres hijos: Diego que se bautizaría en la misma parroquia que Alfonso, pero en 1620, obteniendo en 1634, con catorce años el hábito de la orden de Calatrava. Ambos hermanos, Alfonso y Diego, fueron nombrados meninos de la reina Isabel de Borbón, primera esposa de Felipe IV y compartieron juegos con el malogrado príncipe Baltasar Carlos, que fallecería con 17 años por “unas calenturas mal sangradas”. 
Los otros hijos de Casilda, fueron: Francisca, nacida seguramente hacia 1618, y Joseph sobre 1622. Joseph sería nombrado caballero del hábito de Santiago en 1631. El esposo, Juan Ortiz de Luyando, falleció sobre 1623, dejando a Casilda viuda, con apenas 26 años y cuatro hijos. Alfonso y Diego, los dos varones mayores, ya ejercían de meninos en palacio bajo el ojo vigilante de su tía Antonia, hermana mayor de su madre, casada como vimos con el mayordomo de la reina Isabel de Borbón, el vizconde de Santa Marta: don Antonio de Robles Guzmán (pariente del conde-duque de Olivares puesto que sus abuelos eran hermanos). 

## Vida en la Corte
Entre 1623 y 1633, Casilda consta que administró su patrimonio y la herencia de sus hijos, viviendo entre Vitoria y Orduña. Sería hacia 1634, cuando en agradecimiento a los servicios prestados por sus antepasados a la familia real, y también indudablemente gracias su cuñado, el vizconde de Santa Marta, obtuvo por parte del rey Felipe el nombramiento de Señora de Honor y Guarda mayor de las damas de la reina Isabel. Su hija Francisca, obtuvo el puesto de Dama menina; pasando todos a residir en el palacio del Real Alcázar madrileño. 
Casilda como Guarda mayor tuvo que aprender la rígida jerarquía, etiqueta y protocolo regulados por las Ordenanzas de la Casa de Borgoña, entre las que figuraban ordenar a las damas "respeto y acatamiento debido así en lo que toca a la templanza y modo de andar y reír, como en las demás cosas que se puedan ofrecer". La guarda mayor de las damas tenía derecho a portero y criadas propias. En los actos protocolarios figuraba junto a la Camarera mayor.
Hacia 1638, Casilda llevaría ya unos años ocupando el puesto de Señora de Honor y Guarda mayor de las damas de la reina Isabel de Borbón, se movía con soltura en el ambiente palaciego, y llevaba ya casi catorce años de viuda. Sus hijos prestaban servicios en la Corte. Por su cargo como guarda mayor, Casilda tenía trato frecuente con la reina y con el rey, a quien gustaba conocer los cotilleos de la Corte.
En 1639 nacería un niño de aspecto rollizo y saludable a diferencia de los hijos legítimos del monarca enfermizos por la consanguinidad familiar habitual entre los Austrias. La comadrona sería doña Inés de Ayala, comadrona real durante un cuarto de siglo, tanto de hijos legítimos como bastardos. Al recién nacido se le impondrían los nombres de Carlos Fernando por los dos hermanos del Rey, el Infante don Carlos y el Infante Don Fernando. Debió bautizarse en las proximidades del Alcázar; seguramente en la parroquia de San Juán o en la de San Nicolás.
Siguiendo el procedimiento acostumbrado con los hijos ilegítimos, se envió al vástago real bien lejos, en este caso a Flandes, para que se criase, bajo la tutela de su hermano, el Cardenal-infante D. Fernándo que se encontraba en Bruselas como Gobernador General de los Países Bajos españoles.
En noviembre de 1641, don Fernando cayó enfermo y falleció, siendo el niño Carlos Fernando reclamado por el rey para que volviese a Madrid, según describe un memorial, del archivo del Duque de Osuna, presentado en 1671 a la Reina-regente, en solicitud de ayuda y acomodo a su servicio.

## Viaje a Alemania
La vuelta a Madrid de Carlos Fernando debió propiciar la opción de alejar ahora a la madre Casilda, consiguiendo, a finales de 1642, que el rey la enviase a la corte austriaca, con su hija Francisca, como señora de honor al servicio de la emperatriz María, hermana de Felipe IV. Francisca al parecer no llegaría pues falleció poco antes "estando recibida por la emperatriz María"; siendo enterrada en el convento madrileño de la Encarnación, también próximo a palacio.
Este año de 1642, del viaje a Alemania, fue para Casilda además complicado burocráticamente porque tuvo que rendir cuentas judicialmente y adjudicar a sus hijos la herencia del padre Juán Ortiz de Luyando que aún administraba ella. Diego de Luyando pasaría ahora a ser el hijo mayor (por fallecimiento de Alonso), heredando el mayorazgo. También tuvo que organizar las rentas y pagos de su propio patrimonio con vistas a su inminente traslado a la corte austriaca.
Casilda marchó pues a la Corte austriaca, permaneciendo allí siete años, desde final de 1642 a finales de 1649. Los primeros cuatro años ejerció como señora de honor entre las damas españolas de la corte de la emperatriz María, hermana de Felipe IV. Los tres años últimos, al fallecer la emperatriz, Casilda obtendría nuevo nombramiento, por real orden, como guarda mayor de las damas, al servicio de la infanta y futura reina de 13 años. 
Mariana, inicialmente estaba destinada a esposarse con el príncipe Baltasar Carlos, pero al fallecer éste, vendría a España, ofrecida por su padre el emperador Fernando III de Austria, para casarse con su avejentado tío el rey Felipe, de 45 años.
En el otoño de 1648 se inició el viaje de Viena a Madrid que terminaría durando un año y que traería a la joven Mariana de Austria para sus esponsales con Felipe IV. En la numerosa comitiva viajaban también su hermano (rey de Hungría y Bohemia, que aprovechó la ocasión para apropiarse de los regalos destinados a su hermana)), y su confesor, el padre Juan Everardo Nithard. También la acompañaban el duque de Terranova, en calidad de caballerizo mayor, Juana de Mendoza, condesa de La Coruña y marquesa de Flores-Dávila, como camarera mayor; Casilda Manrique de Luyando como guarda mayor; damas, dueñas y un gran número de criados.
El viaje por tierra finalizó en el puerto de El Finale, posesión española cerca de Génova. La partida se efectuó el 23 de agosto de 1649, en una escuadra formada por 19 galeras a las que se unirían otras más en el trayecto hasta Denia; allí desembarcarían rumbo a Navalcarnero, donde se celebraron los esponsales ya celebrados por poderes en Viena.
Después de pasar por el Escorial, el 15 de noviembre de 1649, la comitiva hizo solemne entrada en Madrid, pasando a ocupar la Casa del Rey y la Casa de la Reina sus respectivas dependencias en el Alcázar.
La vuelta a la corte madrileña, supuso el feliz reencuentro de Casilda con sus hijos después de siete largos años. El pequeño Carlos Fernando ahora tenía casi once años. Dada la influencia que con la nueva reina ahora tenía, procuró volver a mejorar los empleos de sus hijos. Así, para el mayor Diego de Luyando, conseguiría que el rey lo nombrase, como a Joseph, gentil-hombre de la boca del Rey. Diego casaría con doña Blanca Coloma, hija de don Carlos Coloma y viuda de Jerónimo Briceño de la Cueva y Bazán, señor de Villanueva de las Torres e hijo de María Bazán y Guzmán, natural de Guadix. Para su hijo Joseph, casado con Luisa, otra de las hermanas Coloma, (hijas de don Carlos Coloma, marqués de Espinar, retratado en “la rendición de Breda” por Velázquez), consiguió puesto como capitán de caballos-coraza en los tercios de Flandes. En 1653 figura un asiento de decreto de gracia a don José Manrique de Luyando, por el que se despachó título de conde, por estar casado con doña Luisa Coloma. 
A los dos años de su vuelta de Alemania, en 1651, falleció su querida hermana Antonia, que tanto la había ayudado. Entonces Casilda pasó a ser la titular del mayorazgo fundado en su Orduña natal por sus abuelos Luyando-Hurtado de Mendoza; mayorazgo que transmitiría a los descendientes de su hijo mayor Diego, por fallecimiento de éste. 

## Últimos años
A finales del verano de 1653, Casilda debió de sentirse particularmente enferma... El 21 de septiembre firmó el que sería su primer testamento; debió hacer otro con posterioridad, pero desgraciadamente no ha sido hallado... hasta la fecha. Este testamento de 1653, por extenso y minucioso, resulta ser el documento más valioso para la reconstrucción tanto de su vida como la de su familia.
Hay una curiosa disposición testamentaria, probablemente dedicada a su hijo Carlos Fernando para incluirlo una vez fallecida, sin que se pudiera conocer nada hasta entonces: ...“Y también declaro que dejo ciertas mandas y legados escritas y firmadas de mi mano en un papel que se hallará entre mis papeles de los escritorios, sellado y cerrado con mi sello de las armas de Luyando. Quiero y es mi voluntad que todo lo que dejo ordenado y mandado por el dicho papel y memorial se cumpla y pague como si aquí fuera especificado. Y porque con el tiempo se ponen las cosas en diferente estado, tal que obliguen a alterar, añadir o quitar algunas cosas y esto lo puedo hacer por el dicho papel y memorial, y así es mi voluntad...”.
A partir de 1660 su hijo Carlos Fernando conocería a Isabel Garrido Muñoz, de cuyo matrimonio naceria un hijo llamado Francisco Fernando de Austria que fue religioso agustino calzado y residente en el colegio de Doña Maria de Aragón en Madrid.
Hacia 1666 Carlos Fernando había enviudado y casado de nuevo con Francisca Diaz de Lavandero y Córdoba, hija de familia hidalga, una madrileña que lo cautivó arrancándolo de su soltería. Pronto vendrían hasta dos hijos, Antonio Fernando de Austria (que entraría de frayle trinitario en Córdoba) y Mariana Fernando de Austria y M (según consta en el citado memorial que presentó a la reina-regente, en 1671, contaba ya con esposa y tres hijos).
En cuanto a los restantes hijos de Casilda...la vida seguía su curso: su hijo mayor Diego habría enviudado, casado... y fallecido casi quince años atrás, pero había dejado al menos un hijo, Antonio, que gestionaba eficazmente el mayorazgo de sus antepasados en Orduña; Joseph había sido Secretario de Cámara del Archiduque Leopoldo (participaría con los famosos tercios españoles con el grado de Coronel en la batalla de Senefle, en 1674, donde se pierde su pista...). 
En noviembre de 1661, al rey le había nacido un niño débil y enfermizo, fruto de la última “relación a término”, según confesión del propio avejentado monarca. El que pasaría a la historia como Carlos “el hechizado”, fue de hecho el último monarca de la casa de Austria. A pesar del ejército de nodrizas, médicos y preceptores, tardó años en mantenerse de pie y expresarse con alguna corrección. El rey Felipe pasó sus últimos años preocupado por su sucesor y por el desmoronamiento de un imperio que achacaba al castigo divino por sus muchos pecados....
En septiembre de 1665 fallecía el Rey Felipe IV, con 60 años de edad y 44 de reinado. La reina Mariana de Austria pasaba a ser por disposición testamentaria reina-regente, durante la minoría de edad de su hijo, coronado como Carlos II, con 14 años.
Para Casilda Manrique los últimos tiempos, debieron transcurrir más agitadamente de lo que ella hubiera deseado. Continuaba en su puesto de guarda mayor de las damas de la reina, pero a los achaques de la edad, se le unían ahora conspiraciones e intrigas por el poder que ella ya no entendía pero que le exigían tomar partido. Por un lado estaban los partidarios de su “amiga” la reina-regente Mariana, y su confesor el padre Nitard, (de quien Casilda desconfiaba); por otro estaban los partidarios de don Juan Jose de Austria, el otro hijo ilegítimo reconocido por Felipe IV. Además, vistas las importantes debilidades físicas del niño-rey y su menguado futuro, las monarquías de Francia y Alemania se posicionaban a la expectativa de la sucesión, comprando apoyos entre unos y otros.....
En sus últimos meses, Casilda volvió a ser abuela; la última vez de una niña. Al fin le había nacido una hija a Carlos Fernando, que residía cerca y a quien a menudo su madre ayudaba económicamente. La pequeña era una rubita preciosa de tez blanca que sería la alegría de sus últimos años. Le habrían puesto por nombre también Mariana, en agradecimiento a la reina-regente y posiblemente buscando, una vez más su protección y apoyo. 
Casilda falleció un 26 de agosto de 1670. Sus restos se depositaron en el Convento Real de San Gil cerca de palacio; dejando por testamentarios a don Francisco Víctor, cura de palacio, a don Juán de Ugarte, caballero del hábito de Santiago y a Fray Pedro Canalejas de la Merced; y por sus herederos a su hijo don Joseph Manrique de Luyando y a sus nietos los descendientes de don Diego de Luyando. A todos ellos dejó el encargo de que sus restos fuesen trasladados a su verde ciudad de Orduña, a la capilla de santa Clara, donde descansaban sus antepasados, en el Convento de San Francisco.